# 쿠사이 후세인
쿠사이 후세인(아랍어: قصي صدام حسين 쿠사이 사담 후세인 알-티크리티[*], 1966년 5월 17일 ~ 2003년 7월 22일)은 사담 후세인과 그의 첫 번째 아내 사지다 탈파의 차남이다. 또한 그는 우다이 후세인의 동생이다. 형과는 달리 온건파의 성향을 갖고 있었다. 그는 군 사령관의 딸과 결혼했고 세 아들이 있는데 그 중 무스타파 후세인(1989년 1월 3일 ~ 2003년 7월 22일)은 미군과 총격전에서 그의 아버지와 함께 살해되었다. 다른 두 아들의 행방은 알려지지 않았다.

## 생애
그의 가족과 정부의 다른 멤버와 달리 쿠사이에 대한 약간의 정보가 잘 알려져 있다. 2003년 이라크 침공 당시 쿠사이의 권한은 이라크 공화국 수비대 책임자 및 내부의 보안 병력의 대장 및 기타 이라크 군 단위 이상의 권한이었다.
쿠사이 후세인은 1991년 걸프전의 여파에 일어난 시아파의 봉기를 분쇄해서 아주 중요한 역할을 했으며 이라크의 남부 지방을 차지하겠다는 생각으로 늪을 파괴했다. 이들 늪의 파괴는 습지를 자신들의 고향으로 만든 시아파 아랍인들 사이와의 관계를 악화시켰다. 이 파괴가 시아파의 반란 참여에 대한 보복을 위한 것임에도 불구하고 이라크 정부는 습지 파괴가 작업이 가능한 농지를 만들기 위한 것이었다고 주장했다.
이라크의 반체제 인사들은 쿠사이 후세인이 많은 정치 운동가의 살해에 대한 책임이 있다고 주장한다. 선데이 타임즈에 의하면 칼리스 모센이 이라크를 떠날 계획이라 믿었으며 쿠사이는 알 티크리트 무기 제조 공장에서 엔지니어의 살인을 주문했던 사실을 보고했다. 1998년 이라크의 반체제 단체가 감옥에 새로운 수감자에 대한 공간을 만들기 위해 실행했다. 수감자 수백명과 수천명의 정치인에 대한 처형을 집행한 쿠사이를 공개 비난했다.
2003년 3월 미국의 이라크 침공에 대하여 사담 후세인은 바그다드 - 티그리트 영역과 이라크의 군사 네 영역 중 하나를 방어하기 위해 쿠사이에게 명령했다. 2003년 3월 17일 미국의 조지 W. 부시 대통령은 그의 아버지 사담과 우다이, 쿠사이 형제에게 48시간 안에 이라크를 떠나도록 명령하였다.

## 말년
2003년 7월 22일에 미군 101 공수 사단의 부대가 모술 북부 이라크 도시로 가던 도중 쿠사이와 우다이 및 쿠사이의 14살짜리 아들 무스타파와 전투를 했다. 그는 이라크의 정식 후계자로서 이라크 재생 카드에서 스페이드의 에이스가 되었다. 20 태스크 포스가 집안의 주민을 체포하려고 시도하는 동안 101 공수 사단은 이라크에서 미확인 제보에 따라 행동을 하고 있었다. 미군은 200명 이상의 병력을 동원하여 쿠사이와 우다이를 전투 끝에 사살하고 사살한지 4시간 후에 쿠사이와 우다이의 아지트에 침입하여 쿠사이, 우다이 및 그들의 경호원으로 추정되는 4구의 시신을 발견했다. 추후에 치과기록을 토대로 이들 중 2명이 쿠사이와 우다이인 것으로 확인되었다. 이 모든 것은 이라크 주민들의 밀고에 의한 것이였다.
이 무렵 사담의 딸들, 즉 쿠사이의 여동생들은 이라크를 떠났다.
미국 행정부가 쿠사이와 우다이 형제의 시체 사진을 공개했다. 비판하면 미군의 대응과 이들은 일반 전투원이라고 지적하고 사망자 확인은 이라크 국민에게 종결을 가져올 것이라고 희망을 표현하는 것이었다.
쿠사이는 형 우다이와 자신의 아들 무스타파와 함께 티그리트 근처의 공동 묘지에 묻혔다.